# 캘리포니아 메모리얼 스타디움
캘리포니아 메모리얼 스타디움(KTX 필드, Memorial Stadium)으로 알려진 캘리포니아 버클리 버클리 캠퍼스의 야외 축구 경기장이다. 경기장은 Pac-12 회의의 캘리포니아 골든 베어스 대학의 홈 필드이다. 이 경기장은 1923년에 문을 열었으며 현재 약 63,000명의 관중을 수용할 수 있다. 경기장은 해발 410피트(125m) 높이에서 북서쪽에서 남동쪽으로 이어진다. 경기장은 다양한 출판물에 의해 최고의 대학 축구 경기장 중 하나로 선정되었으며  2006년 11월 27일, 미국 국립 사적지에 등재되었다.

## 조성
메모리얼 스타디움은 제1차 세계 대전 (1917-1918)에서 목숨을 잃은 캘리포니아 주민들을 추모하기 위해 공공 기부금으로 조성되었다. 건축위원회 위원장은 대학의 수석 건축가 인 존 갈렌 하워드였으며, 그는 독특한 건축물 외에도 버클리 언덕 기슭에 있는 경기장의 위치는 관중들에게 샌프란시스코만의 전망과 버클리 힐스와 스트로베리 캐니언의 전망을 제공한다. 경기장은 대학 미식축구에서 가장 아름다운 장소 중 하나로 명성을 얻었다.

## 메모리얼 스타디움 전

### 웨스트 필드
1885년 2월 14일, 캘리포니아 대학교 캠퍼스에서 고향인 베어스와 샌프란시스코의 메이온스로 알려진 축구 클럽 사이의 첫 번째 미식축구 경기가 열렸다. 그 후 몇 년 동안 이 경기장은 공식적으로 West Field(웨스트 필드)로 명명되었으며 약 5,000명의 관중을 수용할 수 있도록 확장되었다. 그러나 1904년이 되자 캘리포니아의 미식축구팀이 유명해져 경기장이 너무 작기 때문에 대학은 20,000석이 넘는 새로운 경기장을 짓기로 결정했다.

### 캘리포니아 필드
캘리포니아 필드는 구식 웨스트 필드를 대체하기 위해 1904년에 문을 열었고, 늘어난 수용력으로 인해 캘리포니아는 처음으로 중요한 경기를 주최할 수 있었다. 웨스트 필드에서 경기하는 동안 베어스 샌프란시스코의 중립 경기장에서 중요한 경기들을 하였으며 20,000석이 넘는 새로운 경기장을 통해 캘리포니아는 샌프란시스코 밖에서 열리는 첫 번째 빅 게임을 개최할 수 있었다. 1910년, 첫 번째 카드 스턴트가 빅 게임에서 수행되었다. 켈리포니아 필드는 또한 앤드류 래턴 스미스 감독의 지휘하에 골든 베어스가 국가적 명성을 얻은 곳이기도 하다. 베어스의 5개 연속 무패 시즌 중 4개는 캘리포니아 필드에서 진행되었고 캘리포니아의 4연속 내셔널 챔피언십 중 3개의 홈이 있는 곳이었다. 이러한 성공 덕분에 캘리포니아에는 축구팀을 주최할 더 큰 장소가 필요하다는 것이 분명해졌다. 따라서 팀과 팬들은 새 경기장을 짓기 시작했다.

### 메모리얼 스타디움 건립 추진
1920년대 초반에는 캘리포니아 주에 4개의 주요 대학 경기장이 열렸다: 스탠포드 스타디움, 로즈 볼, 로스앤젤레스 메모리얼 콜리세움, 캘리포니아 메모리얼 스타디움이었다. 캘리포니아 축구 프로그램의 성공과 스탠포드와 USC를 위한 새로운 축구 경기장이 열리면서 캠퍼스 커뮤니티는 베어스가 새로운 경기장을 갖게 되기를 바라는 데 거의 만장일치였다. 새 경기장에 대한 첫 번째 제안 중 하나는 현재 에드워드 스타디움과 이벤스 다이아몬드가 서 있는 캠퍼스 남서쪽 코너였다. 이 제안은 결국 거부되었고 섭정은 스트로베리 캐니온스 입구에 자리를 잡았다. 위치는 "협곡의 아름다움을 훼손하고, 대학의 자연 생물학 연구소로서의 협곡을 파괴하고, 교통 및 교통 문제를 일으킬 것"이라는 지역 커뮤니티의 반대가 높아지면서 상당한 논란을 일으켰지만 1922년에 모금이 시작되었다.
100만 달러의 경기장은 구독당 100달러의 10,000석 구독으로 완전히 자금이 조달되었으며, 이러한 구독을 통한 모금 운동은 열흘도 채 되지 않아 매진되는 완전한 성공을 거두었다. 자금이 확보된 이 대학은 1923년 빅 게임에 맞춰 새 경기장을 열기를 희망하면서 1923년 1월 착공을 시작하였다.

### 건설
경기장은 헤이워드 단층 바로 위에 위치하기 때문에 두 개의 반으로 건설되었으며 동쪽은 언덕으로 지어졌고 서쪽은 로마의 콜로세움을 닮기 위해 신고전주의 건축 양식으로 지어진 주요 구조물을 포함하였다. 두 면이 연결되는 곳에 신축 이음매를 배치하여 지진 발생 시 별도로 움직일 수 있도록 하였다. 공사 기간 동안 2,500그루의 소나무가 타이트와드 언덕으로 알려지게 된 곳에 심어졌다.

## 오리지널 캘리포니아 메모리얼 스타디움: 1923–2010

### 역사

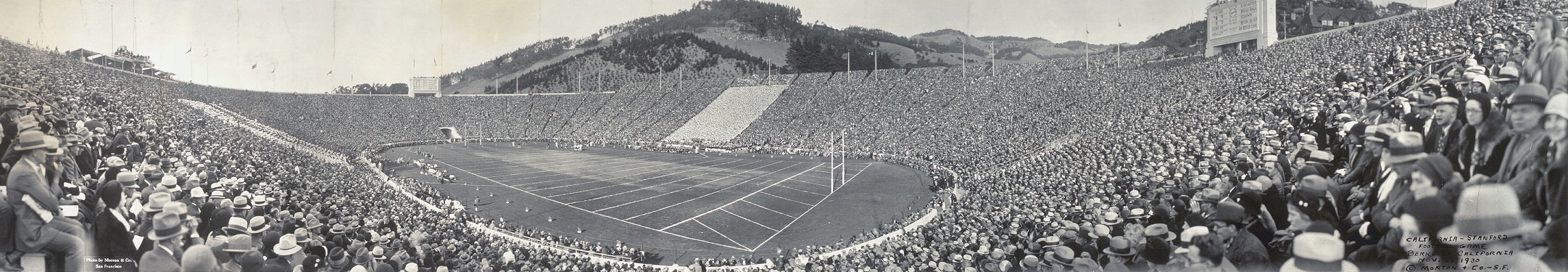
캘리포니아-스탠포드 풋볼 경기, 메모리얼 스타디움, 1930년 11월 22일

캘리포니아는 1923년 시즌의 첫 7경기를 구 캘리포니아 필드에서 치렀고, 시즌의 마지막 경기인 빅 게임을 위해 스트로베리 캐년에 새로운 75,000석 규모의 스타디움을 열 준비를 했다. 두 팀은 1923년에 캘리포니아가 그 지점까지 무패로 가고 스탠포드가 7승 1패의 기록으로 빅 게임에 진출하는 좋은 시즌을 보내고 있었다. 메모리얼 스타디움의 첫 경기를 앞두고 일부 언론은 베어스 감독 앤디 스미스에게 새 경기장의 개장은 저주를 받았다고 했다. 하지만 베어스는 캘리포니아 메모리얼 스타디움에서 열린 첫 경기에서 최종 점수 9-0으로 승리하여 5년 연속 스탠포드를 꺾고 4년 연속 무패 시즌을 확보하였다.
1923년 캘리포니아 메모리얼 스타디움이 열렸을 때 경기장의 영구 수용 인원은 약 75,000명이었고 약 85,000명으로 확장할 수 있었다. 중요한 경기의 경우, 대학은 경기장의 동쪽 가장자리 주위에 서 있을 임시 관람석을 가져올 것이었다. 이 기간 동안 캘리포니아는 1947년 네이비와의 경기에서 83,000명의 관중이 발표된 역대 관중 기록을 세웠다. 20세기 후반에는 경기장의 최대 축구 수용 인원을 75,000의 영구 용량으로 정하였고,  안전 문제로 인해 2008년 시즌에는 수용 인원을 71,799명으로 줄였다.
2010년 시즌 이후에 볼의 서쪽 전체가 철거되고 재건되었고,새로 단장한 경기장의 수용 인원은 현재 63,186명이다.

### 기타 주요 행사
캘리포니아 메모리얼 스타디움은 캘리포니아 풋볼 외에도 수년 동안 수많은 주요 이벤트를 개최했다. 1970년 이전에는 캘리포니아 대학의 일반 개교 운동이 메모리얼 스타디움에서 정기적으로 열렸다. 1962년 3월 23일에는 차터 데이를 기념하기 위해 존 F. 케네디 대통령은 메모리얼 스타디움에서 88,000명이 넘는 관중 앞에서 연설하였다.

#### 오클랜드 레이더스
NFL의 오클랜드 레이더스는 1973년 정규 시즌의 두 번째 경기를 메모리얼 스타디움에서 치렀다. 디펜딩 슈퍼볼 챔피언 마이애미 돌핀스와의 경기는 다음날 밤 콜로세움에서 미네소타 트윈스를 주최한 오클랜드 애슬레틱스와의 일정 충돌로 인해 레이더스의 정규 홈인 오클랜디-알라메다 카운티 콜리시엄에서 옮겨졌다. 레이더스는 9월 23일 45세의 조지 블란다의 4개의 필드 골에서 12-7 승리로 돌핀스의 NFL 기록 18연패를 마감했다. 1970년대 초반에는 여러 프리시즌 경기가 경기장에서 열렸다.

### 게임 표면
아스트로터프는 1981년 메모리얼 스타디움에 설치되어 14시즌 동안 유지되었다. 1995년에 천연 잔디가 반환되었고 위터 럭비 필드에서 대표팀 축구 연습이 열렸고 경기장의 잔디 필드는 경기일 동안만 절약되었다. 2003년에는 필드터프와 유사한 매립형 인조잔디인 모태넘터프가 설치되었다. 이를 통해 공간이 제한된 캠퍼스에서 축구 연습 및 기타 스포츠를 위한 경기장의 유지 관리를 최소화하고 활용도를 높일 수 있었다. 경기장은 또한 국제 축구를 위한 것으로 표시되어 있지만 이 더 넓은 치수는 공식 라인을 넘어서는 예비 공간을 거의 허용하지 않는다.

## 리노베이션: 2010–2012

### 리노베이션 필요

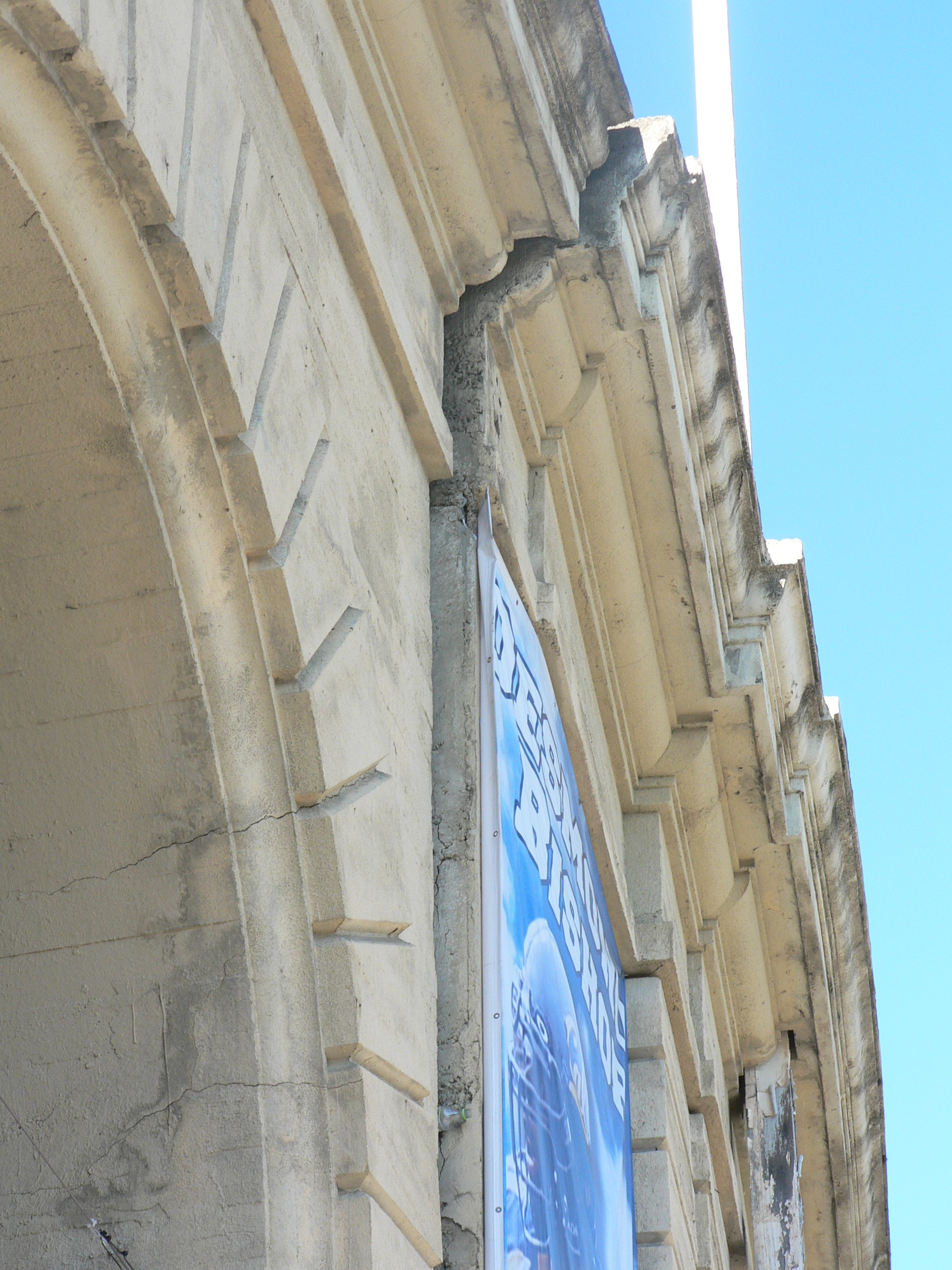
헤이워드 단층의 크리핑으로 인해 경기장 벽이 천천히 분리되었다.

헤이워드 단층은 메모리얼 스타디움(거의 골 포스트에서 골 포스트까지 경기장 바로 아래를 통과하며, 오른쪽 측면 스트라이크-슬립 모션이 건물의 동쪽 절반을 1.2의 비율로 남쪽으로 이동시키는 곳이다. mm/년; 건설 중에 건물의 무결성을 유지하기 위해 확장 조인트 가 경기장 벽에 배치되었다. 캘리포니아 캠퍼스에 대한 1998년 지진 안전 연구에서는 경기장에 "나쁨" 등급을 부여했으며 구조물을 안전하게 만드는 데 드는 비용을 1,400만 달러로 추산했다. 경기장이 미국 국립 사적지로 등재되어 있고 부지를 둘러싼 향수 때문에 대학은 개조 및 개조가 캘리포니아 축구 프로그램을 위한 최상의 시나리오가 될 것이라고 결정했다. 2005년 2월 로버트 수상은 기존 시설을 개선하고 경기장에서 일하는 사람들과 팬들을 위해 더 안전한 환경을 만들기 위해 메모리얼 스타디움을 개조할 계획을 발표했다. HNTB 건축과 STUDIOS 건축가은 경기장 리노베이션을 위한 건축가였다.

### 1단계
1단계는 142,000 제곱피트 (13,200 m2) 경기장 서쪽 벽 옆에 있는 학생-운동 선수 고성능을 위한 심슨 센터가 있다. 센터는 이전에 메모리얼 스타디움에 보관되었던 12개의 캘리포니아 올림픽 스포츠와 축구의 홈으로 지어졌다. 이 센터는 SAHPC에 새로운 라커룸, 사무실 회의실, 훈련 및 스포츠 의학 시설, 학술 센터를 건설했다. 체육센터 옥상은 보행자 광장으로도 활용된다. 리노베이션의 1단계는 원래 2006년 봄과 여름에 시작될 예정이었으나 프로젝트에 대한 3건의 소송으로 인해 법원 명령으로 연기되었다. 2006년 12월 "빅 게임"의 날을 시작으로 소규모의 나무꾼들이 경기장 서쪽의 참나무 숲을 점거했지만 2008년 9월 법원의 금지령이 해제되고 시위대가 무너지고 운동장 건설이 시작되었다. 학생 운동 선수 고성능을 위한 심슨 센터는 2011년 가을에 문을 열었고 2012년 1월에 100% 운영되었다.

### 2단계

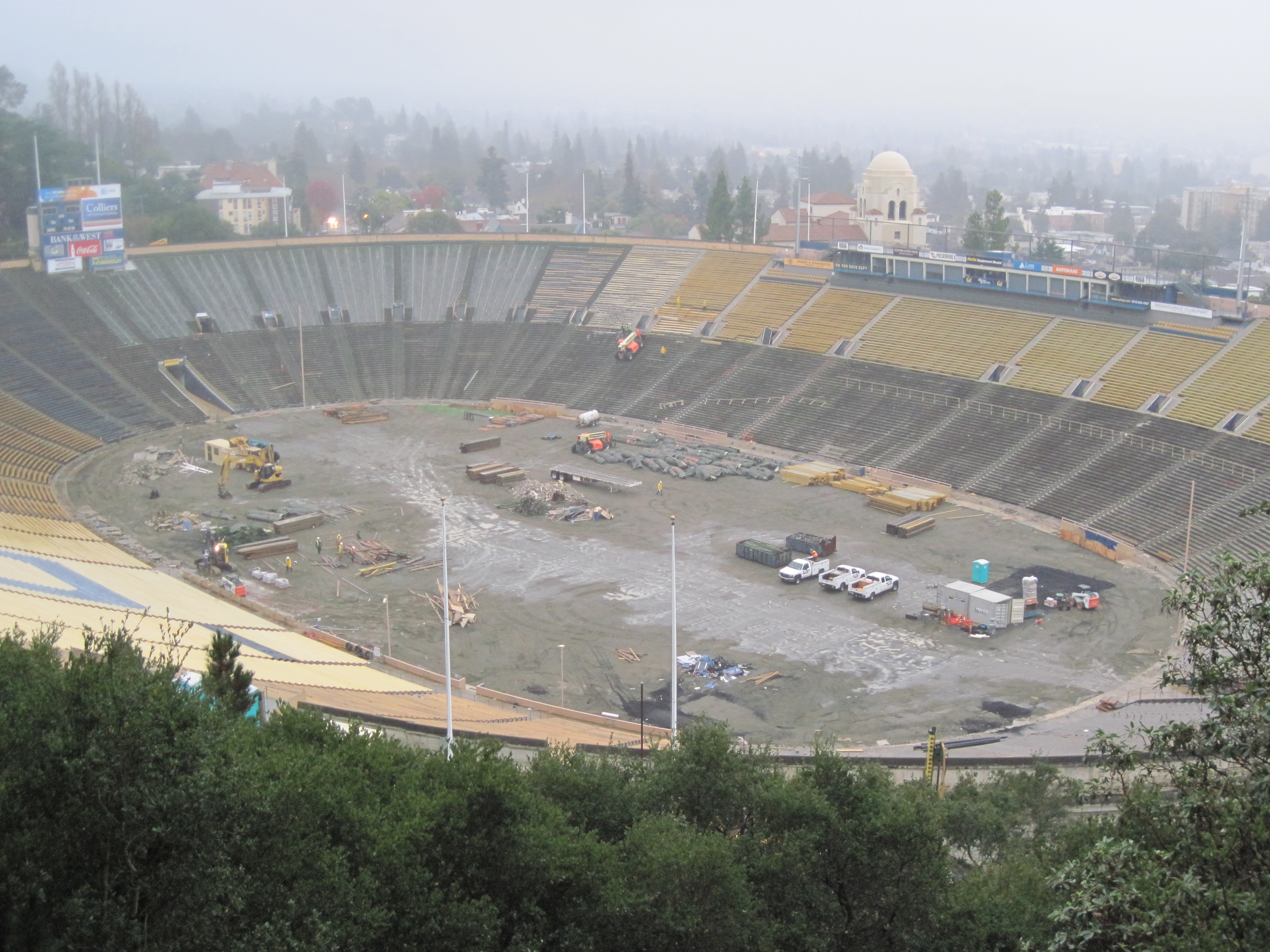
2010년 12월 미식축구 결승전 이후 리노베이션 진행, 타이트와드 힐(Tightwad Hill)

2010년 1월 19일 UC 이사회는 캘리포니아 메모리얼 스타디움의 개조 및 개조를 승인했다. 3억 2,100만 달러의 이 프로젝트는 2010년 6월에 시작되어 2012년 시즌에 맞춰 완료되었다. 베어스는 보수 공사가 진행되는 동안 2011 시즌을 위해 샌프란시스코의 AT&T 파크에서 경기를 했다. 경기장의 서쪽은 외벽을 제외하고 철거되고 재건되었다. 클럽 레벨, 새로운 언론 상자, 욕실 및 매점 가판대가 추가되었다. 필드 표면을 4피트 낮추어 기존에 서 있는 방문 팀 구성원으로 인해 차단되었던 서쪽의 가장 낮은 미드필드 좌석에서 시야를 개선했다. 단층선이 경기장을 통과하는 각 엔드 존에 표면 파열 블록을 배치했다. 이 블록은 경기장의 나머지 부분과 독립적으로 이동할 수 있으며 3피트 높이의 모래와 플라스틱 시트 위에 지어졌다. 확장 조인트는 표면 파열 블록과 나머지 경기장 사이에 배치했다.

### 3단계
개조 3단계는 경기장의 동쪽에 현대적인 편의 시설을 추가하여 경기장의 동쪽을 개조하는 것이다. 원래 이 부분의 프로젝트는 2009년 가을에 시작될 예정이었으나 2단계 지연으로 인해 동쪽의 개선이 무기한 연기되었다.

## 리노베이션 파이낸싱

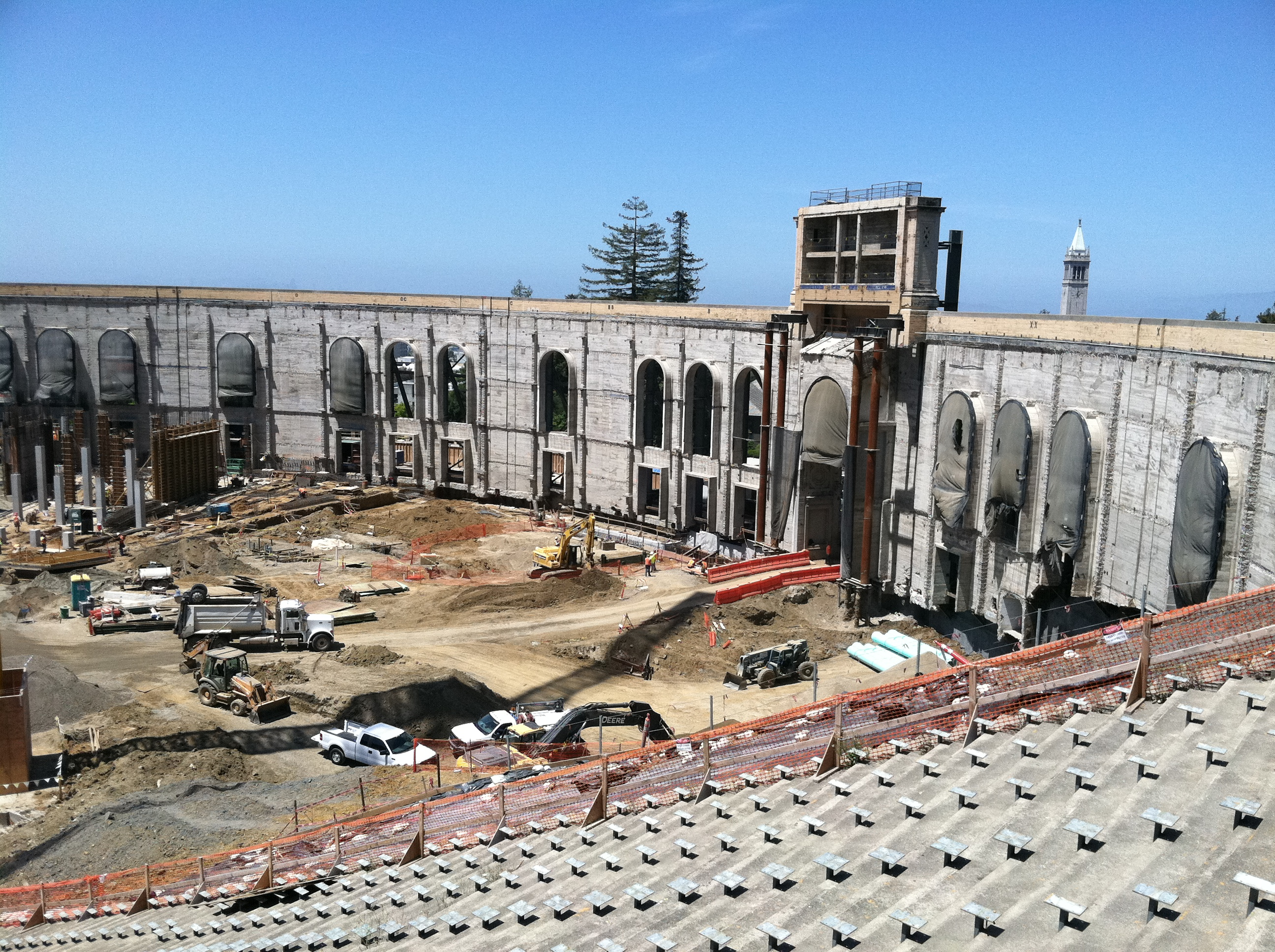
2011년 6월 공사 진행 상황

경기장의 3억 2,100만 달러 리노베이션과 새로운 1억 5,300만 달러의 학생-운동 선수 고성능 센터를 위해 대학은 논란의 여지가 있는 4억 4,500만 달러의 부채를 지게 되었으며, 이 자금은 엔다우먼트 좌석 프로그램의 특수 경기장 좌석 판매로 자금을 조달할 계획이었다. 하지만 2010년 12월, 이자를 포함한 총 재정 부채가 10억 달러를 초과할 것이라고 밝혔다. 2012년 4월에 보고한 바에 따르면 2011년 12월 말 기준으로 3,100만 달러만 받았다. 엔다우먼트 좌석 프로그램의 빈약한 좌석 판매에 대한 추가 보고가 이어졌다. 2016년 6월 30일 현재 펀드 잔액은 6,098만 달러로 5년 전에 청구되었던 2억 1,500만 달러에 크게 못 미쳤다. 부채에 대한 약 1,800만 달러의 연간 이자만 지불하면 Cal의 운동 경기 예산의 20%와 캠퍼스 구조적 적자의 15%가 소모되었다. 원금 상환은 2032년에 시작되고 부채 상환은 2013년에 시작하여 2113년에 종료되는 2013년부터 100년 동안 계속될 예정이다. 2017년 11월 3일 캐롤 크라이스트 총장은 대학이 리노베이션의 일부인 지진 개조 비용을 추월할 것이라고 발표했다. 이 금액은 총 비용의 약 60% 또는 2억 달러로 추정되며 나머지 비용은 여전히 체육부가 보유했다. 총장이 대학을 위한 학생 등록금이나 납세자 자금에서 빼지 않을 것이라고 밝혔지만 예산에서 정확히 어디에 자금이 사용될지는 발표되지 않았다. 학과 기금에서 자금을 빼돌릴 가능성도 배제되지 않았다.

## 캘리포니아 메모리얼 스타디움: 2012–현재

### 개막식

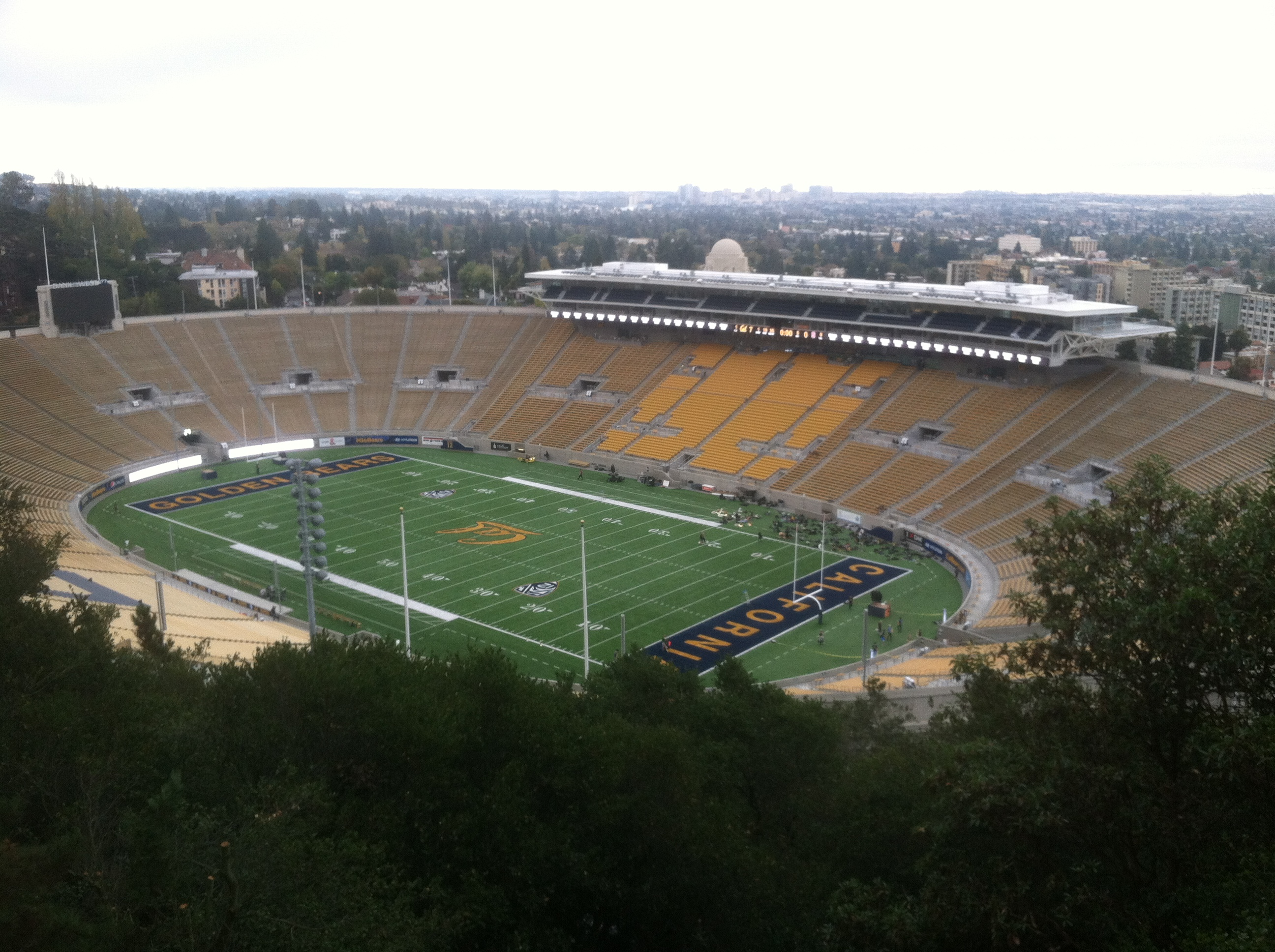
2012년 축구 시즌 동안 경기장

캘리포니아 대학교는 2012년 9월 1일에 네바다 대학교 와의 홈 풋볼 경기를 위해 경기장을 재개장했다. 2010년 시즌이 끝난 후 버클리에서 열린 첫 미식축구 경기였다. 매진된 63,186명의 관중은 네바다 울프 팩이 31-24의 승리로 그랜드 재개장을 망치는 것을 지켜보았다. 이는 1923년에 원래의 경기장이 개장하기 전 이후로 홈에서 네바다에 칼이 지는 첫 번째 패배였다. 새롭고 더 현대적인 경기장과 2010년에 폐쇄된 경기장 사이에는 눈에 띄는 차이점이 많이 있다. 역사적인 외관을 제외하고 경기장의 서쪽 전체가 철거되어 대학이 경기장을 지진으로부터 안전하게 만들고 현대적인 편의 시설을 추가할 수 있었다. 가장 눈에 띄는 변화는 서쪽 스탠드 상단에 새로운 프레스 박스와 함께 클럽을 포함하는 것이다. 그러나 동쪽은 상대적으로 변화가 없었다. 경기장은 원래 제1차 세계 대전에서 희생된 캘리포니아 주민들을 기리기 위해 헌정되었으며, 2012년 10월 6일, 대학은 국가를 위해 목숨을 바친 모든 캘리포니아 주민들을 기리기 위해 캘리포니아 메모리얼 스타디움을 재헌납했다.
좌석 등받이와 등받이 등받이 좌석이 이전과 동일한 공간에 포함되었기 때문에 개조 및 개조를 통해 좌석 수를 약 10,000석 줄였다. 원래 추정치에 따르면 공식 경기장 수용 인원은 약 63,000-65,000명 정도가 될 것이라고 하였지만 2012 시즌 초의 수용 인원은 63,186명으로 마감되었다.

### 표면
경기장은 4 피트 (1.2 m) 시야를 개선하기 위해  개선된 필드 배수를 허용하기 위해 실리카 완두 자갈 기반과 함께 부스러기 고무 충전재가 있는 인조 잔디인 매트릭스 잔디로 표면을 처리했다. 2017년, 언더아머 와의 새로운 파트너십으로 칼의 전환의 일환으로 경기장이 필드터프로 변경되었다.

## 갤러리

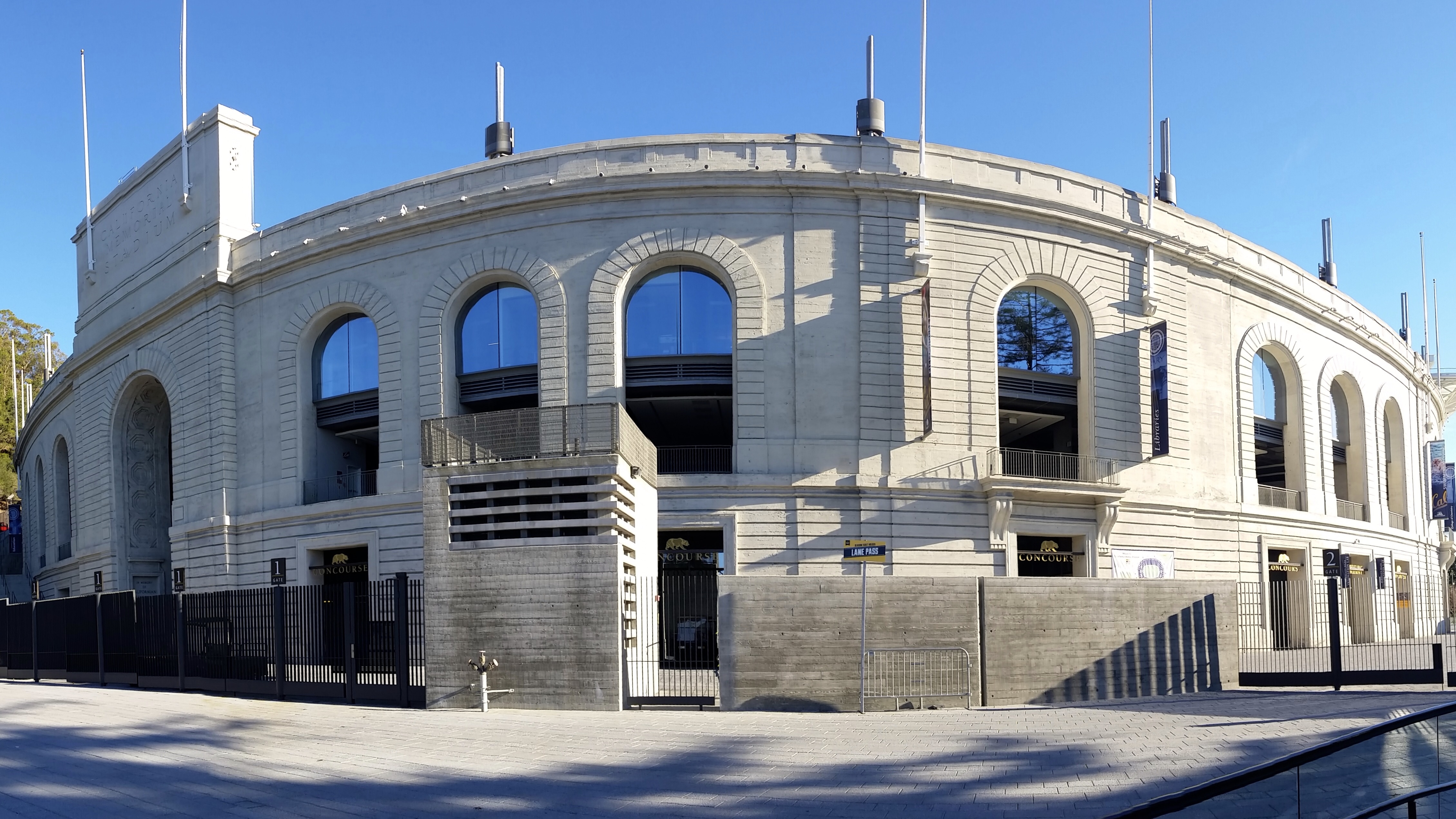
West side of the stadium, view from the north
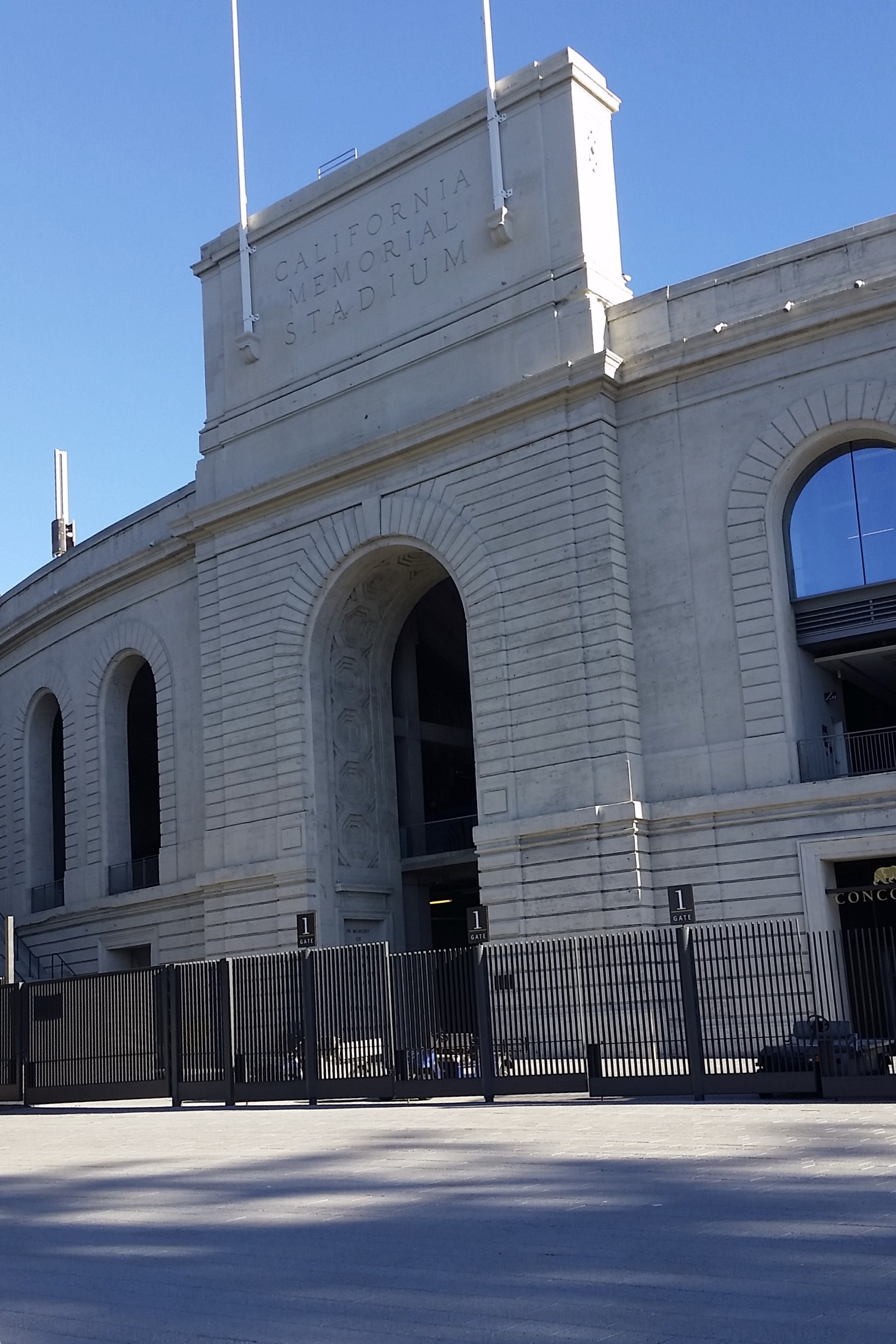
Northern gate
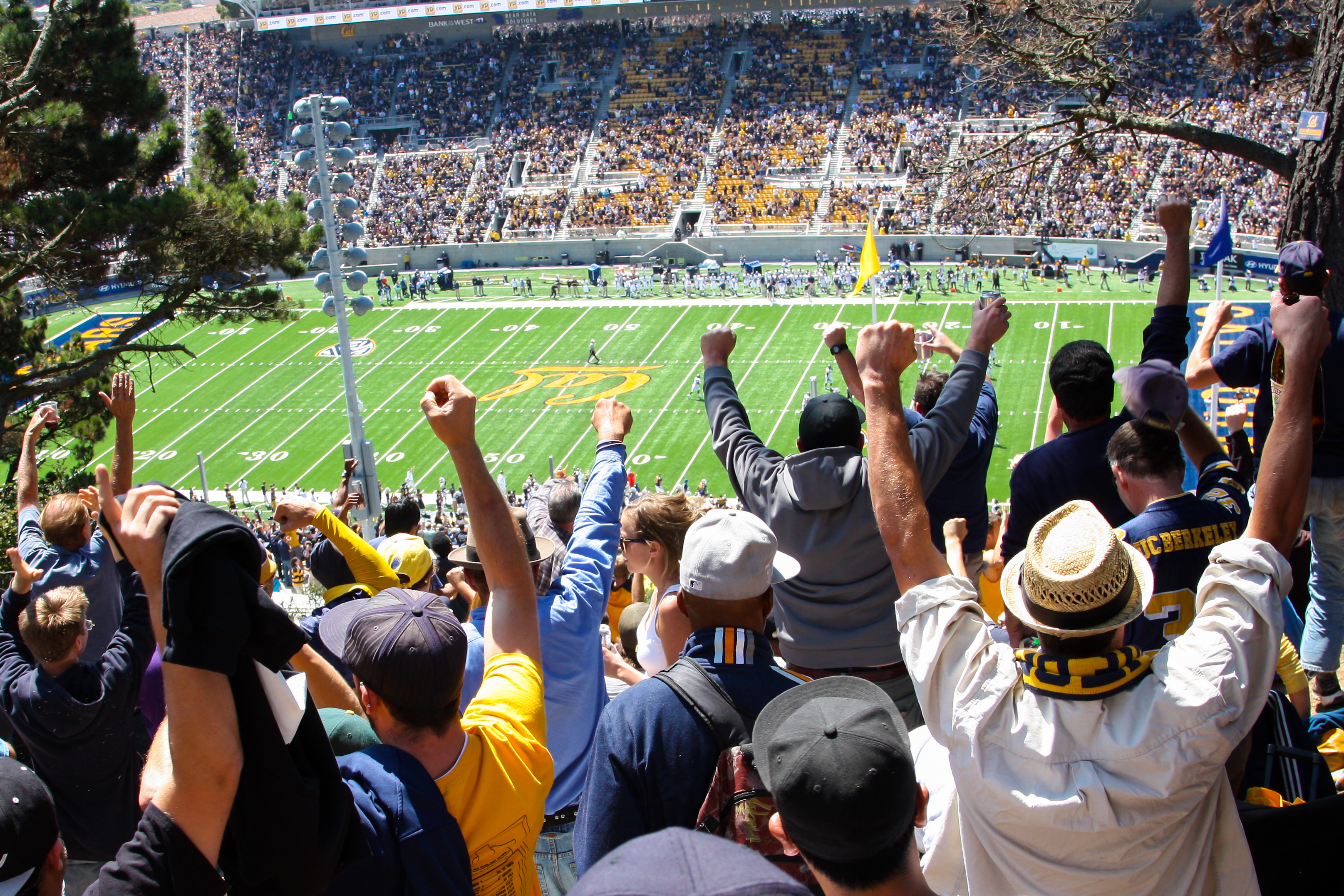
View from Tightwad Hill
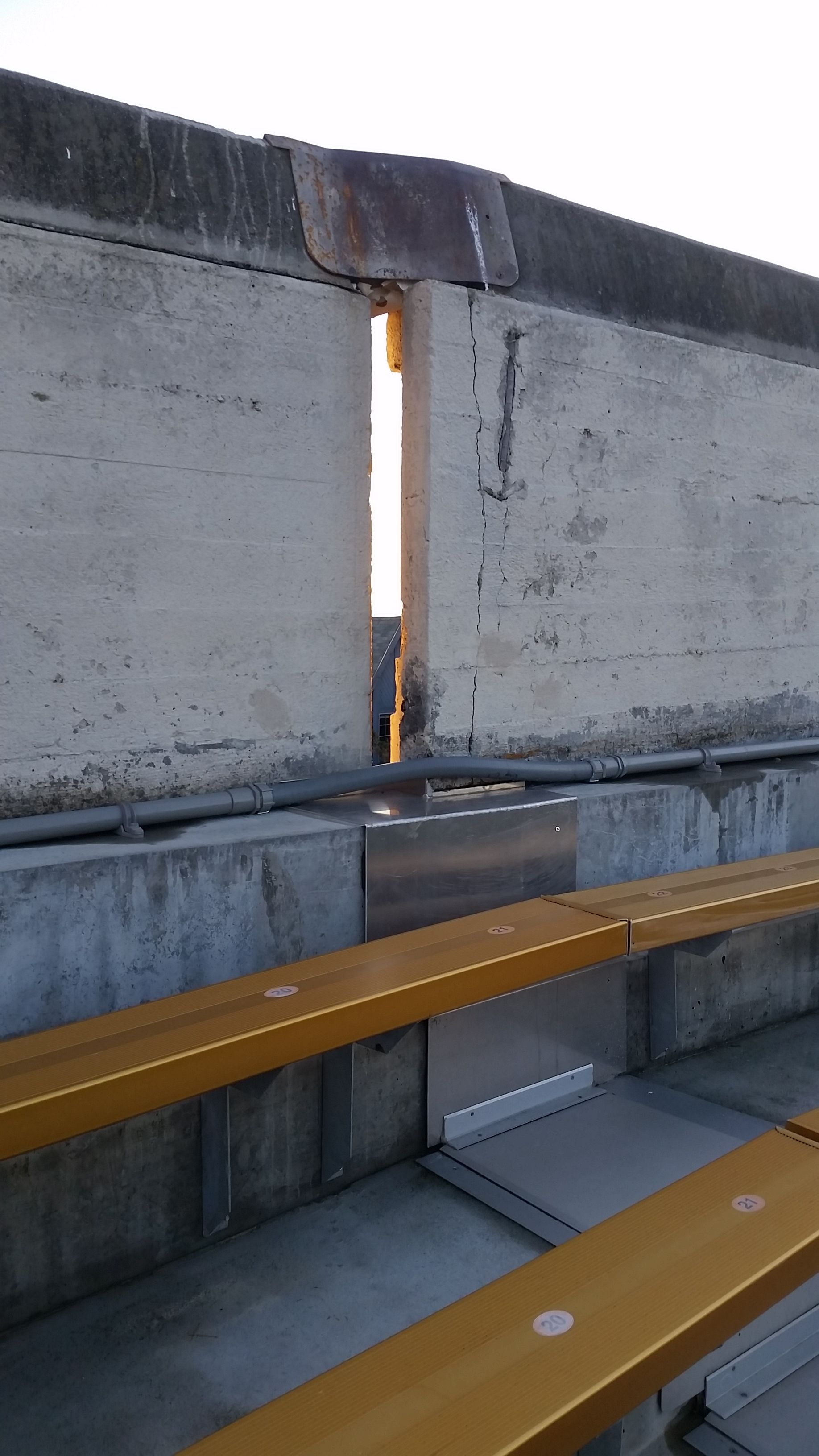
Hayward fault wall separation
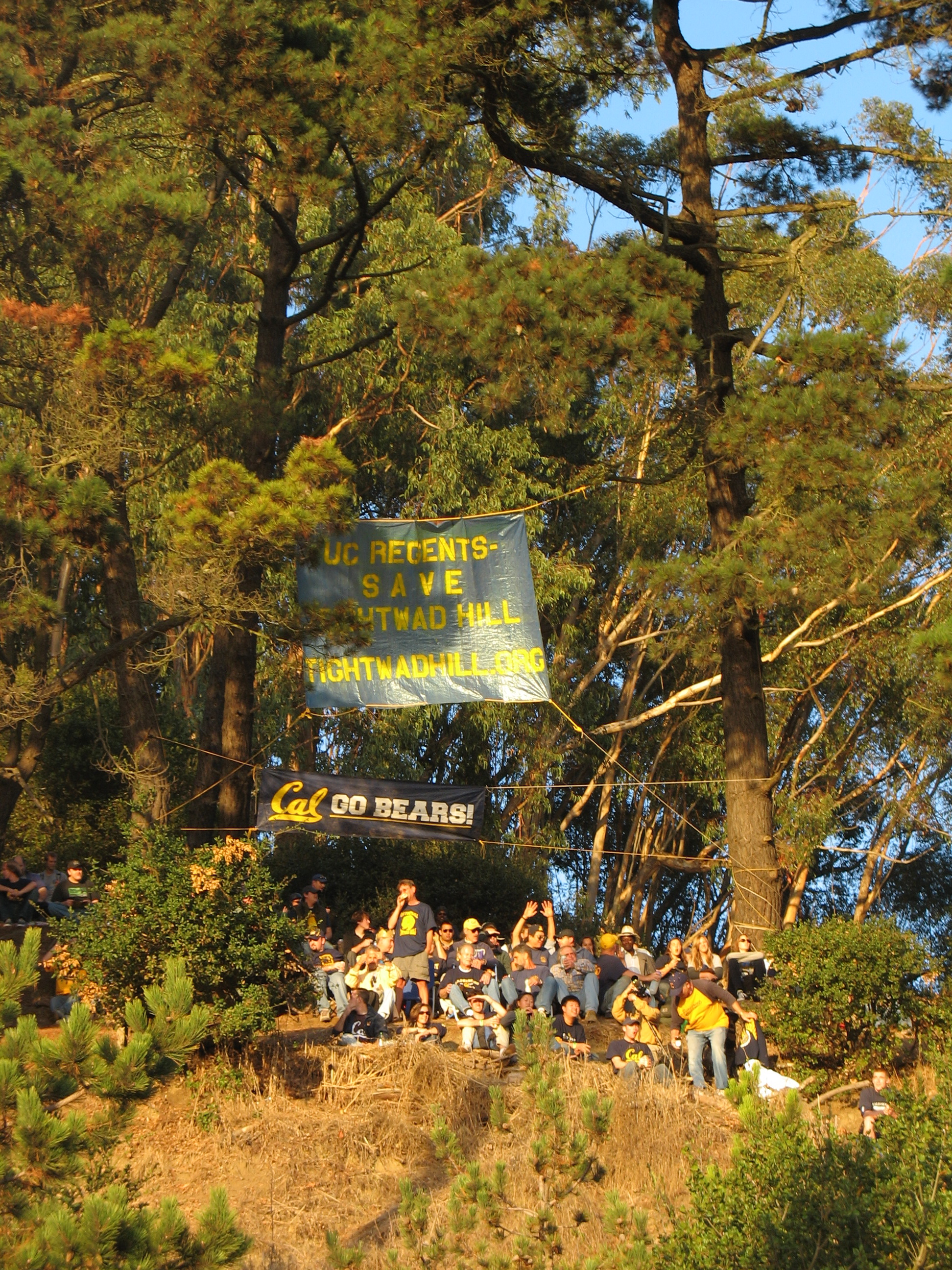
Tightwad Hill

1. ↑  “Cal Meets No. 22 Northwestern in 2013 Opener”. University of California, Berkeley Athletics. 2013년 9월 7일에 확인함.
2. ↑  “New Playing Surfaces at Memorial, Haas”. University of California, Berkeley Athletics. 2017년 6월 8일에 확인함.
3. ↑  “FTX Field at California Memorial Stadium”. 《University of California Golden Bears Athletics》 (영어). 2021년 10월 31일에 확인함.
4. ↑  “Memorial Stadium”. University of California, Berkeley. 2007년 3월 8일에 원본 문서에서 보존된 문서. 2007년 3월 17일에 확인함.
5. ↑  “MSRMaps”. MSRMaps. 1996년 1월 7일. 2012년 10월 3일에 확인함.
6. ↑  Newcomb, Tim (2018년 7월 24일). “The Top 25 College Football Stadiums”. 《Popular Mechanics》 (미국 영어). 2018년 12월 3일에 원본 문서에서 보존된 문서. 2019년 7월 16일에 확인함.
7. ↑  “Top 10 College Football Stadiums”. 《NBC Sports》. 2011년 8월 23일. 2018년 4월 30일에 원본 문서에서 보존된 문서. 2019년 7월 16일에 확인함.
8. 1 2 3  “11.10.2005 – History of Memorial Stadium”. 《berkeley.edu》. 2015년 3월 5일에 확인함.
9. 1 2 3 4 5 6  “The House that Andy Built: The Making of Memorial Stadium”. California Golden Blogs. 2010년 12월 15일. 2012년 8월 22일에 확인함.
10. 1 2  “Memorial Stadium”. University of California. 2010년 12월 24일에 원본 문서에서 보존된 문서. 2012년 8월 22일에 확인함.
11. ↑  Yurovsky, Oksana (2012년 5월 10일). “Thousands of Students Set to Graduate at Increasingly Popular Commencement”. 《The Daily Californian》. 2012년 8월 22일에 확인함.
12. ↑  “FAQ | Commencement”. 《commencement.berkeley.edu》 (영어). 2018년 5월 14일에 확인함.
13. ↑  “Charter Day 1962: JFK on Soviet-American Cooperation, Space Science, State Support for Higher Education”. University of California Public Affairs. 2012년 3월 23일. 2012년 8월 22일에 확인함.
14. ↑  “Address at the University of California at Berkeley, March 23, 1962”. John F. Kennedy Presidential Library and Museum. 2012년 6월 5일에 원본 문서에서 보존된 문서. 2012년 8월 22일에 확인함.
15. ↑  Troan, John. “1973 Oakland Raiders”. 《jt-sw.com》. 2012년 8월 22일에 확인함.
16. ↑  “The Hayward Fault at UC Berkeley”. University of California Berkeley Seismological Laboratory. 2011년 7월 16일에 원본 문서에서 보존된 문서. 2012년 8월 22일에 확인함.
17. ↑  “10.24.97 - SAFER Program - Findings and Implications”. Berkeley.edu. 1998년 4월 24일. 2012년 9월 22일에 원본 문서에서 보존된 문서. 2012년 10월 3일에 확인함.
18. ↑  “Student-Athlete High Performance Center Project Description”. UC Berkeley. 2009년 5월 3일에 원본 문서에서 보존된 문서. 2009년 7월 6일에 확인함.
19. ↑   (보도 자료). University of California, Berkeley Athletics. |제목=이(가) 없거나 비었음 (도움말)
20. ↑  “Engineering a $321 Million Quake Retrofit for UC Stadium”. Wired Magazine. 2010년 12월 27일. 2011년 2월 1일에 확인함.
21. ↑  Whiting, Sam (2011년 6월 27일). “Cal's Crumbling Home / Stadium on the Brink / Eccentricities still there to charm and confound”. 《San Francisco Chronicle》.
22. ↑  Blue, Old (2010년 3월 23일). “Golden Facilities: Deep into the Future, East Side Renovations”. California Golden Blogs. 2012년 10월 3일에 확인함.
23. ↑  Barsky, Brian (2010년 12월 3일). “Financial Plan Is on Shaky Ground”. 《Daily Californian》. 2021년 3월 9일에 원본 문서에서 보존된 문서. 2022년 7월 1일에 확인함.
24. ↑  Barsky, Brian (2011년 1월 25일). “UC Berkeley's Endowment Seating Program Doesn't Quite Add Up”. 《Daily Californian》. 2021년 2월 24일에 원본 문서에서 보존된 문서. 2022년 7월 1일에 확인함.
25. ↑  Schwab, Frank (2013년 6월 17일). “Cal's new stadium renovation leaves school with huge debt to pay off | Dr. Saturday - Yahoo! Sports”. Sports.yahoo.com. 2013년 6월 24일에 원본 문서에서 보존된 문서. 2013년 6월 28일에 확인함.
26. 1 2  Asimov, Nanette (2013년 6월 17일). “Cal scrambling to cover stadium bill”. 《San Francisco Chronicle》. 2013년 7월 20일에 확인함.
27. ↑  Wilner, Jon (2016년 9월 30일). “Cal athletics' $20 million question: Will sports need to be axed?”. 《San Jose Mercury News》.
28. ↑  “UC Berkeley to tap academic funds to help bail out Memorial Stadium - SFGate”. 2017년 11월 4일. 2017년 11월 4일에 원본 문서에서 보존된 문서. 2017년 11월 5일에 확인함.
29. ↑   (보도 자료). University of California. |제목=이(가) 없거나 비었음 (도움말)
30. ↑   (보도 자료). University of California. |제목=이(가) 없거나 비었음 (도움말)